# Jeździec Rampin
Jeździec Rampin – fragmentarycznie zachowana grecka rzeźba z okresu archaicznego.
Wykonana z marmuru rzeźba datowana jest na 550–540 p.n.e. Przetrwała z poważnymi ubytkami: postać jeźdźca zachowała się powyżej ud, brak jej rąk i kawałków twarzy. Z figury konia pozostały tylko fragmenty szyi i grzywy. Jeździec jest nagi, pochylony lekko ku przodowi, z głową zwróconą w lewo. Jego twarz, ozdobioną przez archaiczny uśmiech, okala drobny zarost. Głowę mężczyzny, pokrytą lokami opadającymi z tyłu do połowy szyi, zdobi wieniec symbolizujący zwycięstwo w zawodach. Jest to jeden z najstarszych znanych greckich pomników konnych.
Rzeźba została odkryta w częściach na ateńskim Akropolu, na tzw. rumowisku perskim, gdzie zrzucono szczątki rzeźb zniszczonych podczas najazdu perskiego w 480 roku p.n.e. Głowa jeźdźca została odkryta w 1877 roku. Zakupił ją francuski kolekcjoner Georges Rampin, który w 1896 roku przekazał zabytek do zbiorów Luwru. Tors jeźdźca i fragmenty konia odkopano w 1886 roku i znajdują się one obecnie w Muzeum Akropolu w Atenach. W 1936 roku brytyjski archeolog Humfry Payne stwierdził, że są to fragmenty jednej rzeźby.
Zwrócona w bok głowa jeźdźca i znalezione w tym samym miejscu fragmenty drugiego konia świadczą, że rzeźba stanowiła część grupy składającej się z pary jeźdźców. Przypuszcza się, że mogła ona przedstawiać Dioskurów lub synów Pizystrata.